# Aad van Amsterdam
Aad van Amsterdam (Zoeterwoude, 4 mei 1915 – Leiden, 3 oktober 1978) was een Nederlandse baan- en wegwielrenner. 
Van Amsterdam was 1936 tot 1949 actief als professioneel wielrenner. Toen hij niet werd geselecteerd voor het Wereldkampioenschap wegwielrennen in 1937 besloot hij toch naar Kopenhagen af te reizen. Hij wist het voor elkaar te krijgen dat hij alsnog mocht starten. Vervolgens wist hij beslag te leggen op de zesde plaats en was hij de enige Nederlander die de wedstrijd wist uit te rijden. Tijdens het Nederlands kampioenschap wielrennen op de weg in 1941 werd hij tweede achter winnaar Louis Motké. 
Van Amsterdam won in 1944 het Nederlands kampioenschap stayeren. Vlak voor de bevrijding in 1945 werd hij door een Duitse soldaat in zijn bovenbenen geschoten. Even zag het er naar uit dat zijn rechter bovenbeen geamputeerd moest worden, maar na verschillende operaties en een lange revalidatie wist hij weer opnieuw aan wedstrijden deel te nemen.
Aad van Amsterdam is de vader van voormalig profwielrenner Cees van Amsterdam.

## Belangrijkste uitslagen

### Wegwielrennen
1936
Eygelshoven
Roermond
1937
Hoensbroek
Oss
Ossendrecht
Gulpen
6e Wereldkampioenschap
1938
Deventer
Ronde van de Haarlemmermeer
Tilburg
Ronde van Gendringen
Oosterhout
1939
4e Scheldeprijs
Beek
Elsloo
Oss
Purmerend
Dordrecht
Tilburg
Ougrée - Marihaye
Ronde van Gendringen
1940
Rotterdam
1941
Den Bosch
Breda
Meersen
Weert
 Nederlands kampioenschap
1942
Meersen
Purmerend
1943
Oosterhout
Zaandam
Hilversum
Amersfoort groeistad klassieker

### Baanwielrennen
1940
 Nederlands kampioenschap stayeren
1941
 Nederlands kampioenschap stayeren
1942
 Nederlands kampioenschap 50 km
1943
 Nederlands kampioenschap 50 km
1944
 Nederlands kampioenschap stayeren